# Ripazepam
Il ripazepam è un derivato del pirazolodiazepinone strutturalmente correlato ad alcuni farmaci benzodiazepinici, in particolare allo zolazepam. Ha effetti ansiolitici.